# 朱廷埢
吉阳王朱廷埢（16世纪—1615年9月26日），明朝吉阳顺僖王朱充煟的庶长子，明朝第四代吉阳王。
万历四十一年（1613年），朱充煟去世。万历四十三年（1615年）朱廷埢受册袭封吉阳王，但闰八月他未及收到册封诏书就病故了。明神宗仍然视他为已受册封的吉阳王，区别于追封王。朱廷埢是否获得谥号，待考。
天启四年（1624年）六月，其子朱鼐钧袭封为吉阳王。